# Evacidium
Evacidium é um género botânico pertencente à família Asteraceae.